# Dydige digte
Dydige digte er en digtsamling af Frank Jæger fra 1948 og var hans debut som digter. Samlingen indeholder 30 digte, hvoraf flere er sat i musik. Samlingen rummer også digtet "Sidenius i Kighavn" om figuren Sidenius, der er præget af sortsyn. Inspirationen til Sidenius-figuren er hentet i romanen Lykke-Per af Henrik Pontoppidan. Sidenius optræder også i senere digte af Frank Jæger.
Det første digt i samlingen, "Håndslag til Tony", er senere blevet kendt som sangen "Vi der valgte regnen" med musik af Tony Vejslev, som også har skrevet musik til et andet digt fra samlingen, "Kirsten og vejen til Gurre". Samlingen rummer bl.a. også digtene "Skovsol" og "Søndag i september".
Digtsamlingen er inkluderet i "Samlede digte" fra 2001.